# Observatoire astronomique de Monte Agliale
L'Observatoire astronomique de Monte Agliale est un bâtiment public situé à Cune dans la commune de Borgo a Mozzano (province de Lucques) en Italie.

## Fonctionnement
Les installations sont la propriété du Groupe de recherche astronomique (GRA) et l'observatoire est géré selon des programmes directeurs approuvés par le Comité de gestion, créé en novembre 2004. Le Comité est composé des représentants de la municipalité de Borgo a Mozzano, la Communauté Montana, le Comité Villageois de Cune et le GRA.
Une esplanade devant les bâtiments permet l'observation à l'aide d'instruments astronomiques tels que des jumelles, des télescopes et des ordinateurs portables destinés à effectuer de simples observations visuelles.
L'infrastructure a été construite sur une colline (Le Monte Agliale) à environ 750 mètres d'altitude sur le territoire de la commune de Borgo a Mozzano (fraction de Cune) et grâce à l'aide financière de la Ville et de la Communauté Montana (Comunità Montana della Valle del Serchio). La ville, qui est à environ 20 km de la ville de Lucques, est facilement accessible depuis les zones de la plaine de Lucques et de Garfagnana.
L'astronome Sauro Donati en est la principale figure.

## Astéroïdes découverts
Des dizaines d'astéroïdes y ont été découverts, notamment (36182) Montigiani, (29829) Engels, (36061) Haldane, (47162) Chicomendez, (49481) Gisellarubini, (59388) Monod, (59390) Habermas, (60183) Falcone, (70418) Kholopov, (96623) Leani, (15497) Lucca, (21891) Andreabocelli, (22903) Georgeclooney, (27184) Ciabattari, (49469) Emilianomazzoni, (79900) Coreglia, (103966) Luni, (69977) Saurodonati.